# Liste der Nummer-eins-Hits in Italien (2008)
Diese Liste der Nummer-eins-Hits basiert auf den offiziellen Chartlisten der Federazione Industria Musicale Italiana (FIMI), der italienischen Landesgruppe der IFPI, im Jahr 2008. Berücksichtigt werden die Albumcharts und die Top-Digital-Download-Singlecharts; letztere wurden bereits seit 2006 ermittelt und ersetzten in diesem Jahr die eingestellte Liste Mix & Singoli.

## Singles
| ← 2007 ← | Liste der Nummer-eins-Hits in Italien | Liste der Nummer-eins-Hits in Italien       | Liste der Nummer-eins-Hits in Italien                            | 2009 → |
| \| Zeitraum \| Wo. ges. \| Interpret \| Titel Autor(en) \| Zusätzliche Informationen \| \| (Zeitraum, Wochen auf Platz eins, Interpret, Titel, Autor[en], zusätzliche Informationen) \| \| \| \| \| \| ----------------------------------------------------------------------------------------- \| -------- \| ------------------------------------------- \| ---------------------------------------------------------------- \| ------------------------------------------------------------------------------------------------------------------------------------------------------------------------------------------------------------------------------------ \| \| 28. Dezember 2007 – 3. Januar 2008 1 Woche \| 1 \| Ligabue \| Niente paura Luciano Ligabue \| Das Lied stand zuvor weitere sechs Wochen an der Spitze der (2007 noch nicht offiziellen) Downloadcharts. \| \| 4. Januar 2008 – 7. Februar 2008 5 Wochen (insgesamt 6) \| 6 \| Elvis Presley \| Baby Let’s Play House Arthur Gunter \| In einem Remix des italienischen DJs Spankox (Agostino Carollo) konnte der Song aus dem Jahr 1955 noch einmal internationale Erfolge feiern. Das Lied stand in Italien auch 2007 schon eine Wochen an der Spitze der Downloadcharts. \| \| 8. Februar 2008 – 14. Februar 2008 1 Woche (insgesamt 2) \| 2 \| Timbaland presents OneRepublic \| Apologize Ryan Tedder \| – \| \| 15. Februar 2008 – 21. Februar 2008 1 Woche (insgesamt 6) \| 6 \| Elvis Presley \| Baby Let’s Play House Arthur Gunter \| – \| \| 22. Februar 2008 – 28. Februar 2008 1 Woche (insgesamt 2) \| 2 \| Timbaland presents OneRepublic \| Apologize Ryan Tedder \| – \| \| 29. Februar 2008 – 6. März 2008 1 Woche \| 1 \| Cinema2 \| Estupido \| Die zweite Single des italienisch-venezolanischen Popduos, bestehend aus Andrea Delogu und Barbara Clara, erreichte die Chartspitze. \| \| 7. März 2008 – 13. März 2008 1 Woche \| 1 \| Giò Di Tonno & Lola Ponce \| Colpo di fulmine Gianna Nannini \| Nach dem Sieg beim Sanremo-Festival 2008 konnte das Lied auch die Nummer eins erreichen. \| \| 14. März 2008 – 3. April 2008 3 Wochen \| 3 \| Vasco Rossi \| Il mondo che vorrei Vasco Rossi, Tullio Ferro \| Rossis vierter Nummer-eins-Hit. \| \| 4. April 2008 – 10. April 2008 1 Woche \| 1 \| Madonna feat. Justin Timberlake & Timbaland \| 4 Minutes Madonna, Timothy Mosley, Nate Hills, Justin Timberlake \| – \| \| 11. April 2008 – 5. Juni 2008 8 Wochen \| 8 \| Jovanotti \| A te Jovanotti \| Jovanotti präsentierte das Lied bei seinem Gastauftritt beim Sanremo-Festival. \| \| 6. Juni 2008 – 12. Juni 2008 1 Woche (insgesamt 12) \| 12 \| Giusy Ferreri \| Non ti scordar mai di me Roberto Casalino, Tiziano Ferro \| Der Zweitplatzierten der ersten Ausgabe der Castingshow The X Factor gelang ein Nummer-eins-Erfolg. \| \| 13. Juni 2008 – 26. Juni 2008 2 Wochen \| 2 \| Novecento \| Cry Novecento \| – \| \| 27. Juni 2008 – 3. Juli 2008 1 Woche \| 1 \| Michael Bublé \| Everything Michael Bublé, Alan Chang, Amy Foster-Gilles \| Dem Kanadier mit italienischer Staatsbürgerschaft gelang mit dem Lied nur in Italien ein Nummer-eins-Hit. Bereits im Vorjahr hatte das Lied eine Woche an der Spitze der Downloadcharts gestanden. \| \| 4. Juli 2008 – 18. September 2008 11 Wochen (insgesamt 12) \| 12 \| Giusy Ferreri \| Non ti scordar mai di me Roberto Casalino, Tiziano Ferro \| – \| \| 19. September 2008 – 9. Oktober 2008 3 Wochen \| 3 \| Katy Perry \| I Kissed a Girl Katy Perry, Dr. Luke, Max Martin, Cathy Dennis \| – \| \| 10. Oktober 2008 – 17. Oktober 2008 1 Woche \| 1 \| Tiziano Ferro \| Alla mia età Tiziano Ferro \| Die erste Single aus Ferros viertem Studioalbum brachte dem italienischen Sänger seinen vierten Nummer-eins-Hit ein. \| \| 18. Oktober 2008 – 4. Dezember 2008 7 Wochen (insgesamt 12) \| 12 \| Giusy Ferreri \| Novembre Roberto Casalino \| Auch die zweite Single der X-Factor-Abgängerin erreichte die Spitzenposition. \| \| 5. Dezember 2008 – 11. Dezember 2008 1 Woche \| 1 \| Luca Butera \| Wow! (Una star così vera) \| Mit seiner Debütsingle konnte der Newcomer aus Catania[1] sogleich einen Nummer-eins-Erfolg feiern. Es sollte jedoch sein einziger Charterfolg bleiben. \| \| 12. Dezember 2008 – 15. Januar 2009 5 Wochen (insgesamt 12) \| 12 \| Giusy Ferreri \| Novembre Roberto Casalino \| – \| |                                       |                                             |                                                                  | |
| ← 2007 |                                       |                                             |                                                                  | → 2009 → |
| Zeitraum | Wo. ges.                              | Interpret                                   | Titel Autor(en)                                                  | Zusätzliche Informationen |
| (Zeitraum, Wochen auf Platz eins, Interpret, Titel, Autor[en], zusätzliche Informationen) |                                       |                                             |                                                                  | |
| 28. Dezember 2007 – 3. Januar 2008 1 Woche | 1                                     | Ligabue                                     | Niente paura Luciano Ligabue                                     | Das Lied stand zuvor weitere sechs Wochen an der Spitze der (2007 noch nicht offiziellen) Downloadcharts. |
| 4. Januar 2008 – 7. Februar 2008 5 Wochen (insgesamt 6) | 6                                     | Elvis Presley                               | Baby Let’s Play House Arthur Gunter                              | In einem Remix des italienischen DJs Spankox (Agostino Carollo) konnte der Song aus dem Jahr 1955 noch einmal internationale Erfolge feiern. Das Lied stand in Italien auch 2007 schon eine Wochen an der Spitze der Downloadcharts. |
| 8. Februar 2008 – 14. Februar 2008 1 Woche (insgesamt 2) | 2                                     | Timbaland presents OneRepublic              | Apologize Ryan Tedder                                            | – |
| 15. Februar 2008 – 21. Februar 2008 1 Woche (insgesamt 6) | 6                                     | Elvis Presley                               | Baby Let’s Play House Arthur Gunter                              | – |
| 22. Februar 2008 – 28. Februar 2008 1 Woche (insgesamt 2) | 2                                     | Timbaland presents OneRepublic              | Apologize Ryan Tedder                                            | – |
| 29. Februar 2008 – 6. März 2008 1 Woche | 1                                     | Cinema2                                     | Estupido                                                         | Die zweite Single des italienisch-venezolanischen Popduos, bestehend aus Andrea Delogu und Barbara Clara, erreichte die Chartspitze.                                                                                                 |
| 7. März 2008 – 13. März 2008 1 Woche | 1                                     | Giò Di Tonno & Lola Ponce                   | Colpo di fulmine Gianna Nannini                                  | Nach dem Sieg beim Sanremo-Festival 2008 konnte das Lied auch die Nummer eins erreichen. |
| 14. März 2008 – 3. April 2008 3 Wochen | 3                                     | Vasco Rossi                                 | Il mondo che vorrei Vasco Rossi, Tullio Ferro                    | Rossis vierter Nummer-eins-Hit. |
| 4. April 2008 – 10. April 2008 1 Woche | 1                                     | Madonna feat. Justin Timberlake & Timbaland | 4 Minutes Madonna, Timothy Mosley, Nate Hills, Justin Timberlake | – |
| 11. April 2008 – 5. Juni 2008 8 Wochen | 8                                     | Jovanotti                                   | A te Jovanotti                                                   | Jovanotti präsentierte das Lied bei seinem Gastauftritt beim Sanremo-Festival. |
| 6. Juni 2008 – 12. Juni 2008 1 Woche (insgesamt 12) | 12                                    | Giusy Ferreri                               | Non ti scordar mai di me Roberto Casalino, Tiziano Ferro         | Der Zweitplatzierten der ersten Ausgabe der Castingshow The X Factor gelang ein Nummer-eins-Erfolg. |
| 13. Juni 2008 – 26. Juni 2008 2 Wochen | 2                                     | Novecento                                   | Cry Novecento                                                    | – |
| 27. Juni 2008 – 3. Juli 2008 1 Woche | 1                                     | Michael Bublé                               | Everything Michael Bublé, Alan Chang, Amy Foster-Gilles          | Dem Kanadier mit italienischer Staatsbürgerschaft gelang mit dem Lied nur in Italien ein Nummer-eins-Hit. Bereits im Vorjahr hatte das Lied eine Woche an der Spitze der Downloadcharts gestanden.                                   |
| 4. Juli 2008 – 18. September 2008 11 Wochen (insgesamt 12) | 12                                    | Giusy Ferreri                               | Non ti scordar mai di me Roberto Casalino, Tiziano Ferro         | – |
| 19. September 2008 – 9. Oktober 2008 3 Wochen | 3                                     | Katy Perry                                  | I Kissed a Girl Katy Perry, Dr. Luke, Max Martin, Cathy Dennis   | – |
| 10. Oktober 2008 – 17. Oktober 2008 1 Woche | 1                                     | Tiziano Ferro                               | Alla mia età Tiziano Ferro                                       | Die erste Single aus Ferros viertem Studioalbum brachte dem italienischen Sänger seinen vierten Nummer-eins-Hit ein. |
| 18. Oktober 2008 – 4. Dezember 2008 7 Wochen (insgesamt 12) | 12                                    | Giusy Ferreri                               | Novembre Roberto Casalino                                        | Auch die zweite Single der X-Factor-Abgängerin erreichte die Spitzenposition. |
| 5. Dezember 2008 – 11. Dezember 2008 1 Woche | 1                                     | Luca Butera                                 | Wow! (Una star così vera)                                        | Mit seiner Debütsingle konnte der Newcomer aus Catania sogleich einen Nummer-eins-Erfolg feiern. Es sollte jedoch sein einziger Charterfolg bleiben.                                                                                 |
| 12. Dezember 2008 – 15. Januar 2009 5 Wochen (insgesamt 12) | 12                                    | Giusy Ferreri                               | Novembre Roberto Casalino                                        | – |

## Alben
| ← 2007 ← | Liste der Nummer-eins-Alben in Italien | Liste der Nummer-eins-Alben in Italien | Liste der Nummer-eins-Alben in Italien    | 2009 →                    |
| \| Zeitraum \| Wo. ges. \| Interpret \| Titel \| Zusätzliche Informationen \| \| (Zeitraum, Wochen auf Platz eins, Interpret, Titel, zusätzliche Informationen) \| \| \| \| \| \| ------------------------------------------------------------------------------ \| -------- \| -------------------- \| ----------------------------------------- \| ------------------------- \| \| 28. Dezember 2007 – 10. Januar 2008 2 Wochen \| 2 \| Zucchero \| All the Best \| – \| \| 11. Januar 2008 – 17. Januar 2008 1 Woche \| 1 \| Gianna Nannini \| Gianna Best \| – \| \| 18. Januar 2008 – 31. Januar 2008 2 Wochen (insgesamt 7) \| 7 \| Jovanotti \| Safari \| – \| \| 1. Februar 2008 – 28. März 2008 8 Wochen \| 8 \| Pooh \| Beat ReGeneration \| – \| \| 29. Februar 2008 – 27. März 2008 4 Wochen (insgesamt 7) \| 7 \| Jovanotti \| Safari \| – \| \| 28. März 2008 – 24. April 2008 4 Wochen \| 4 \| Vasco Rossi \| Il mondo che vorrei \| – \| \| 25. April 2008 – 15. Mai 2008 3 Wochen \| 3 \| Madonna \| Hard Candy \| – \| \| 16. Mai 2008 – 22. Mai 2008 1 Woche (insgesamt 7) \| 7 \| Jovanotti \| Safari \| – \| \| 23. Mai 2008 – 29. Mai 2008 1 Woche \| 1 \| Francesco De Gregori \| Per brevità chiamato artista \| – \| \| 30. Mai 2008 – 12. Juni 2008 2 Wochen \| 2 \| Ligabue \| Secondo tempo \| – \| \| 13. Juni 2008 – 26. Juni 2008 2 Wochen \| 2 \| Coldplay \| Viva la Vida or Death and All His Friends \| – \| \| 27. Juni 2008 – 11. September 2008 11 Wochen \| 11 \| Giusy Ferreri \| Non ti scordar mai di me \| – \| \| 12. September 2008 – 18. September 2008 1 Woche \| 1 \| Metallica \| Death Magnetic \| – \| \| 19. September 2008 – 2. Oktober 2008 2 Wochen \| 2 \| Paolo Conte \| Psiche \| – \| \| 3. Oktober 2008 – 9. Oktober 2008 1 Woche \| 1 \| Oasis \| Dig Out Your Soul \| – \| \| 10. Oktober 2008 – 16. Oktober 2008 1 Woche \| 1 \| Ivano Fossati \| Musica moderna \| – \| \| 17. Oktober 2008 – 23. Oktober 2008 1 Woche \| 1 \| AC/DC \| Black Ice \| – \| \| 24. Oktober 2008 – 30. Oktober 2008 1 Woche \| 1 \| Gigi D’Alessio \| Questo sono io \| – \| \| 31. Oktober 2008 – 6. November 2008 1 Woche \| 1 \| Biagio Antonacci \| Il cielo ha una porta sola \| – \| \| 7. November 2008 – 13. November 2008 1 Woche (insgesamt 3) \| 3 \| Tiziano Ferro \| Alla mia età \| – \| \| 14. November 2008 – 15. Januar 2009 9 Wochen \| 9 \| Laura Pausini \| Primavera in anticipo \| – \| |                                        |                                        |                                           |                           |
| ← 2007 |                                        |                                        |                                           | → 2009 →                  |
| Zeitraum | Wo. ges.                               | Interpret                              | Titel                                     | Zusätzliche Informationen |
| (Zeitraum, Wochen auf Platz eins, Interpret, Titel, zusätzliche Informationen) |                                        |                                        |                                           |                           |
| 28. Dezember 2007 – 10. Januar 2008 2 Wochen | 2                                      | Zucchero                               | All the Best                              | –                         |
| 11. Januar 2008 – 17. Januar 2008 1 Woche | 1                                      | Gianna Nannini                         | Gianna Best                               | –                         |
| 18. Januar 2008 – 31. Januar 2008 2 Wochen (insgesamt 7) | 7                                      | Jovanotti                              | Safari                                    | –                         |
| 1. Februar 2008 – 28. März 2008 8 Wochen | 8                                      | Pooh                                   | Beat ReGeneration                         | –                         |
| 29. Februar 2008 – 27. März 2008 4 Wochen (insgesamt 7) | 7                                      | Jovanotti                              | Safari                                    | –                         |
| 28. März 2008 – 24. April 2008 4 Wochen | 4                                      | Vasco Rossi                            | Il mondo che vorrei                       | –                         |
| 25. April 2008 – 15. Mai 2008 3 Wochen | 3                                      | Madonna                                | Hard Candy                                | –                         |
| 16. Mai 2008 – 22. Mai 2008 1 Woche (insgesamt 7) | 7                                      | Jovanotti                              | Safari                                    | –                         |
| 23. Mai 2008 – 29. Mai 2008 1 Woche | 1                                      | Francesco De Gregori                   | Per brevità chiamato artista              | –                         |
| 30. Mai 2008 – 12. Juni 2008 2 Wochen | 2                                      | Ligabue                                | Secondo tempo                             | –                         |
| 13. Juni 2008 – 26. Juni 2008 2 Wochen | 2                                      | Coldplay                               | Viva la Vida or Death and All His Friends | –                         |
| 27. Juni 2008 – 11. September 2008 11 Wochen | 11                                     | Giusy Ferreri                          | Non ti scordar mai di me                  | –                         |
| 12. September 2008 – 18. September 2008 1 Woche | 1                                      | Metallica                              | Death Magnetic                            | –                         |
| 19. September 2008 – 2. Oktober 2008 2 Wochen | 2                                      | Paolo Conte                            | Psiche                                    | –                         |
| 3. Oktober 2008 – 9. Oktober 2008 1 Woche | 1                                      | Oasis                                  | Dig Out Your Soul                         | –                         |
| 10. Oktober 2008 – 16. Oktober 2008 1 Woche | 1                                      | Ivano Fossati                          | Musica moderna                            | –                         |
| 17. Oktober 2008 – 23. Oktober 2008 1 Woche | 1                                      | AC/DC                                  | Black Ice                                 | –                         |
| 24. Oktober 2008 – 30. Oktober 2008 1 Woche | 1                                      | Gigi D’Alessio                         | Questo sono io                            | –                         |
| 31. Oktober 2008 – 6. November 2008 1 Woche | 1                                      | Biagio Antonacci                       | Il cielo ha una porta sola                | –                         |
| 7. November 2008 – 13. November 2008 1 Woche (insgesamt 3) | 3                                      | Tiziano Ferro                          | Alla mia età                              | –                         |
| 14. November 2008 – 15. Januar 2009 9 Wochen | 9                                      | Laura Pausini                          | Primavera in anticipo                     | –                         |

## Jahreshitparaden
| ← 2007 ← | Liste der Jahres-Nummer-eins-Hits in Italien | Liste der Jahres-Nummer-eins-Hits in Italien       | Liste der Jahres-Nummer-eins-Hits in Italien | 2009 →   |
| \| Singles \| Position# \| Alben \| \| ------------------------------------------------------------------------------------------------------------ \| --------- \| -------------------------------------------------- \| \| A te Jovanotti \| 1 \| Safari Jovanotti \| \| Non ti scordar mai di me Giusy Ferreri Roberto Casalino, Tiziano Ferro \| 2 \| Il mondo che vorrei Vasco Rossi \| \| Novembre Giusy Ferreri Roberto Casalino \| 3 \| Primavera in anticipo Laura Pausini \| \| Viva la vida Coldplay Guy Berryman, Jonny Buckland, Will Champion, Chris Martin \| 4 \| Secondo tempo Ligabue \| \| Give It 2 Me Madonna Madonna, Pharrell Williams \| 5 \| Non ti scordar mai di me Giusy Ferreri \| \| I Kissed a Girl Katy Perry Katy Perry, Dr. Luke, Max Martin, Cathy Dennis \| 6 \| Back to Black Amy Winehouse \| \| 4 Minutes Madonna feat. Justin Timberlake & Timbaland Madonna, Timothy Mosley, Nate Hills, Justin Timberlake \| 7 \| Hard Candy Madonna \| \| Apologize Timbaland presents OneRepublic Ryan Tedder \| 8 \| Gianna Best Gianna Nannini \| \| Alla mia età Tiziano Ferro \| 9 \| Alla mia età Tiziano Ferro \| \| Il mondo che vorrei Vasco Rossi Vasco Rossi, Tullio Ferro \| 10 \| Viva la Vida or Death and All His Friends Coldplay \| |                                              |                                                    |                                              |          |
| ← 2007 |                                              |                                                    |                                              | → 2009 → |
| Singles | Position#                                    | Alben                                              |                                              |          |
| A te Jovanotti | 1                                            | Safari Jovanotti                                   |                                              |          |
| Non ti scordar mai di me Giusy Ferreri Roberto Casalino, Tiziano Ferro | 2                                            | Il mondo che vorrei Vasco Rossi                    |                                              |          |
| Novembre Giusy Ferreri Roberto Casalino | 3                                            | Primavera in anticipo Laura Pausini                |                                              |          |
| Viva la vida Coldplay Guy Berryman, Jonny Buckland, Will Champion, Chris Martin | 4                                            | Secondo tempo Ligabue                              |                                              |          |
| Give It 2 Me Madonna Madonna, Pharrell Williams | 5                                            | Non ti scordar mai di me Giusy Ferreri             |                                              |          |
| I Kissed a Girl Katy Perry Katy Perry, Dr. Luke, Max Martin, Cathy Dennis | 6                                            | Back to Black Amy Winehouse                        |                                              |          |
| 4 Minutes Madonna feat. Justin Timberlake & Timbaland Madonna, Timothy Mosley, Nate Hills, Justin Timberlake | 7                                            | Hard Candy Madonna                                 |                                              |          |
| Apologize Timbaland presents OneRepublic Ryan Tedder | 8                                            | Gianna Best Gianna Nannini                         |                                              |          |
| Alla mia età Tiziano Ferro | 9                                            | Alla mia età Tiziano Ferro                         |                                              |          |
| Il mondo che vorrei Vasco Rossi Vasco Rossi, Tullio Ferro | 10                                           | Viva la Vida or Death and All His Friends Coldplay |                                              |          |

## Belege
1. ↑  Antonella Santomauro: Luca Butera: video e testo di “Wow!(Una star così vera)”. In: Music Room. NanoPress, 25. November 2008, archiviert vom Original (nicht mehr online verfügbar) am 5. März 2016; abgerufen am 18. September 2015 (italienisch).  Info: Der Archivlink wurde automatisch eingesetzt und noch nicht geprüft. Bitte prüfe Original- und Archivlink gemäß Anleitung und entferne dann diesen Hinweis.

Siehe auch: Nummer-eins-Hits 2008 in  Australien, Belgien, Dänemark, Deutschland, Finnland, Frankreich, Irland, Japan, Kanada, Mexiko, Neuseeland, den Niederlanden, Norwegen, Österreich, Polen, Portugal, Rumänien, Schweden, der Schweiz, Slowakei, Spanien, Südkorea, Tschechien, Ungarn, den Vereinigten Staaten und im Vereinigten Königreich.